# 韓国における自殺
韓国における自殺（かんこくにおけるじさつ）は、主に大韓民国国内で発生する自殺について解説する。
韓国は2003年より（2017年度は除く）OECDで世界一の自殺率を記録し続けており、現在は2013年に制定された「自殺報道勧告基準」に従って自殺を「極端な選択」と言い換えるなど自殺報道がさらなる自殺を呼ぶことを防ぐ対策が取られている。

## 異常な高自殺率の原因
韓国における異常な高自殺率の最も代表的な要因として、儒教的な学歴主義・完全主義と、欧米的な資本主義が挙げられる。
韓国では10代から40代までの若中年層の自殺が多く、学歴社会と競争社会の中で子供の頃から強い重圧感を受け、精神的な不調を抱えても周囲に助けを求められない韓国社会の構造が高自殺率の要因とされている。韓国就活サイト「ジョブコリア」が会社員の男女1176人を対象に行ったアンケート調査の結果によると「職場では完璧さを追求する」と答えた人の割合は67.2％、「完璧主義で成果は上がると思うか?」という質問に「はい」と答えた人の割合も61.3％で、過半数を超えていた。
韓国人は儒教や形式主義・体裁主義・伝統主義が文化の根底となっているため、保守を重んじる民族とされている。歴史的に科挙が重んじられてきた韓国では学歴信仰や受験が盛んになる傾向があり、親は子供を名門大学に入学させようと教育に多額の金を投資し、子供は親の期待を背負い、熾烈な受験戦争に挑まなければならなく、韓国の若者は「成功しなければならない」と強い重圧感を感じ、親は「こんなにお金を掛けているのだから期待に応えろ」と言い聞かせ、ストレスが限界に達した時に「自分はもうダメだ」と自殺に繋がるという。また韓国では著名人の自殺が多いが、K-POP等の芸能界でも競争社会が激しく、バッシングも自殺の原因となっている。
また韓国では社会福祉が充実しておらず、失業者や高齢者に対するセーフティネットは脆弱であるため、自殺に繋がる疲労や鬱病が慢性化している。韓国政府支出に占める社会保障の割合はOECD加盟国中で最下位である。

## 自殺率
韓国の自殺率はアジア通貨危機（1997年）直後の1998年から急増した。韓国の人口10万あたりの自殺者数は日本を超え、2017年にリトアニアに抜かれた以外は2003年からOECD加盟国中で最高の自殺率を記録している。2021年のOECD集計の自殺率は10万人当たり23.6人、韓国統計庁の集計では26人である。2020年基準では自殺率が最も高い自治体は忠清南道で、10万人あたり27.9人となっている。最も低い自治体は世宗市で、10万人あたり18.3人となっている。
| 年度   | 自殺者数 | 10万人当たり | 前年度比 | OECD順位 |
| ------ | -------- | ------------ | -------- | -------- |
| 1983年 | 3471人   | 8.7          | -        | -        |
| 1986年 | 3564人   | 6.6          | -        | -        |
| 1989年 | 3133人   | 7.4          | -        | -        |
| 1990年 | 3251人   | 7.6          | +0.2%    | -        |
| 1991年 | 3151人   | 7.3          | -0.3%    | -        |
| 1992年 | 3628人   | 8.3          | +1.0%    | -        |
| 1995年 | 4930人   | 10.8         | -        | -        |
| 1998年 | 8622人   | 18.4         | -        | -        |
| 2001年 | 6911人   | 14.1         | +0.5%    | -        |
| 2002年 | 8612人   | 17.9         | +3.8%    | -        |
| 2003年 | 10898人  | 22.6         | +4.7%    | 1位      |
| 2004年 | 11492人  | 23.7         | +1.1%    | 1位      |
| 2005年 | 12011人  | 24.7         | +1.0%    | 1位      |
| 2006年 | 10653人  | 21.8         | -2.9%    | 1位      |
| 2007年 | 12174人  | 24.8         | +3.0%    | 1位      |
| 2008年 | 12858人  | 26.0         | +1.2%    | 1位      |
| 2009年 | 15413人  | 31.0         | +5.0%    | 1位      |
| 2010年 | 15566人  | 31.2         | +0.2%    | 1位      |
| 2011年 | 15906人  | 31.7         | +0.5%    | 1位      |
| 2012年 | 14160人  | 29.8         | -1.9%    | 1位      |
| 2013年 | 14427人  | 28.5         | +0.4%    | 1位      |
| 2014年 | 13836人  | 27.3         | -4.5%    | 1位      |
| 2015年 | 13513人  | 26.5         | -0.8%    | 1位      |
| 2016年 | 13092人  | 25.6         | -0.9%    | 1位      |
| 2017年 | 12463人  | 24.3         |          | 2位      |
| 2018年 | 13670人  | 26.6         |          | 1位      |
| 2019年 | 13799人  | 26.9         |          | 1位      |
| 2020年 | 13195人  | 25.7         | －4.4%   | 1位      |
| 2021年 | 13352人  | 26.0         | ＋1.2%   | 1位      |
| 2022年 | 12906人  | 25.2         |          |          |
| 2023年 | 13978人  | 27.3         |          |          |
| 2024年 | 14439人  | 28.3         |          |          |

## ケース別

### 心中
大韓民国では心中事件が相次いで発生し、懸念が高まっている。特にインターネットが発達した韓国ではコミュニティーサイトをはじめとするウェブサイトを密かに作成し、集まって心中している場合がある。こういったウェブサイトは運営自体が違法だが、非公開活動への取り締まりが容易ではない状況である。様々な地域で会って自殺する場合もある。心中をしようとする人々は、練炭などを利用した有毒ガスでの窒息自殺を選ぶ場合が多い。

### テレビ番組
2014年3月5日にテレビの集団お見合い番組『チャク』で、番組収録中に出演していた29歳の女性が首つり自殺した。番組は、振られた出演者には外で食事を取らせるなどして、出演者を心身共に傷つけていると批判された。この事件を受けて、番組は打ち切りとなった。

## 有名人の自殺

### 2000年以前
- 田惠麟（朝鮮語版）（1965年） - 翻訳家・随筆家
- 全泰壱（1970年） - 労働運動家
- 禹範坤（1982年） - 大量殺人犯
- 金榮伸（1986年） - プロ野球選手
- 鄭夢禹（朝鮮語版）（1990年） - 鄭周永の四男、現代アルミニウム会長
- ソ・ジウォン（朝鮮語版）（1996年） - 歌手
- キム・グァンソク（1996年） - 歌手、シンガーソングライター

### 2000年代
- 鄭夢憲（2003年） - 鄭周永五男、現代峨山会長
- 李京海（2003年） - 元全羅北道議会議員
- 安相英（朝鮮語版）（2004年） - 釜山市長
- 南相国（2004年） - 元大宇建設社長
- 朴泰榮（朝鮮語版）（2004年） - 全羅南道知事
- 李準源（2004年） - 京畿道坡州市長
- 兪泰興（2005年） - 元大法院院長
- イ・ウンジュ（2005年） - 女優
- 李尹馨（朝鮮語版）（2005年）- サムスン電子創業者三女
- U;Nee（2007年） - 歌手・女優
- チョン・ダビン（2007年） - 女優
- チョ・スンヒ（2007年） - 大量殺人犯（バージニア工科大学銃乱射事件）
- 李昊星（2008年） - 元プロ野球選手、殺人犯
- アン・ジェファン（朝鮮語版）（2008年） - タレント・俳優
- チェ・ジンシル（2008年） - 女優、弟はチェ・ジニョン、元夫は趙成珉
- チャン・チェウォン（2008年） - タレント
- 金永哲（朝鮮語版）（2008年） - 前国務総理室事務次長
- キム・ジフ（2008年） - タレント
- イ・ソヒョン（2008年） - 歌手
- キム・ソッキュン（朝鮮語版）（2009年） - 俳優
- チャン・ジャヨン（2009年） - 女優
- イ・チャンヨン（朝鮮語版）（2009年） - 歌手
- ウ・スンヨン（朝鮮語版）（2009年） - タレント
- 盧武鉉（2009年） - 元大統領
- カン・ヒナム（朝鮮語版）（2009年） - 牧師・統一活動家
- 朴容旿（2009年） - 元斗山グループ会長、元韓国野球委員会総裁
- キム・ダウル（2009年） - ファッションモデル
- オ・グンソプ（朝鮮語版）（2009年） - 慶尚南道梁山市長

### 2010年代
- イ・ウォンソン（2010年） - サムスン電子副社長
- イ・ソンイク（朝鮮語版）（2010年） - 西江大学校教授
- チェ・ジニョン（2010年） - タレント、女優チェ・ジンシルの弟
- カク・チギュン（朝鮮語版）（2010年） - 映画監督
- パク・ヨンハ（2010年） - 俳優・歌手
- チェ・ユンヒ（朝鮮語版）（2010年） - 作家・タレント。※夫とモーテルで心中
- ユジュ（朝鮮語版）（2010年） - 歌手・元レースクイーン
- パク・ヘサン（朝鮮語版）（2010年） - タレント
- パク・ジョンミン（2011年） - 歌手・振付師（SS501のメンバーと同名だが別人）
- キム・ユリ（2011年） - ファッションモデル
- ユン・ギウォン（2011年） - サッカー選手 （仁川ユナイテッド）※Kリーグ八百長事件に関連しての自殺ではないかと報じられた。
- ソン・ジソン（朝鮮語版）（2011年） - スポーツアナウンサー（MBCスポーツプラス）
- チェ・ドンハ（朝鮮語版）（2011年） - SG Wannabe元リーダー
- 鄭鐘寛 (サッカー選手)（朝鮮語版）（2011年） - サッカー選手（元全北現代モータース）※Kリーグ八百長事件の渦中、ソウル市内のホテルで首吊り[25]。
- ハン・チェウォン（朝鮮語版）（2011年） - タレント
- イ・スチョル（朝鮮語版）（2011年） - サッカー尚州尚武フェニックス元監督
- キム・チュリョン（朝鮮語版）（2011年） - 俳優
- イ・ギョンファン（朝鮮語版）（2012年） - 元サッカー選手 ※Kリーグ八百長事件で除名
- チョン・アユル（朝鮮語版）（2012年） - 女優
- ナム・ユンジョン（朝鮮語版）（2012年） - 女優
- ウ・ジョンワン（朝鮮語版）（2012年） - クリエーティブ ディレクター
- チョ・ヒョンギル（2013年） - 芸能事務所・制作会社代表（代表作はIRIS-アイリス-、アテナ：戦争の女神）
- 趙成珉（2013年） - 元プロ野球選手（元読売ジャイアンツ）、元妻はチェ・ジンシル
- キム・スジン (女優)（朝鮮語版）（2013年） - 女優
- キム・ジョンハク（2013年） - ドラマプロデューサー（代表作は黎明の瞳、砂時計、太王四神記）
- キム・ジフン（2013年） - 歌手、元DUKEメンバー
- ハン・ジソ（朝鮮語版）（2014年） - 歌手（活動の時芸名はハンナ）女優[26]
- 兪炳彦（2014年） - 実業家、宗教家、セウォル号の実質的オーナー
- アン・ソジン（2015年） - 歌手練習生（2014年、《KARAプロジェクト～KARA The Beginning》に KARA新メンバー候補（Baby KARA）として出演）[27]
- 成完鍾（2015年） - 建設会社会長 ※横領疑惑と李完九首相ら朴槿恵大統領側近への裏金疑惑。
- パン・ヨンジン（2015年） - 俳優
- キム・ヒョンジ（朝鮮語版）（2015年） - 歌手
- カン・ドゥリ（インドネシア語版）（2015年） - 女優
- キム・ソンミン（朝鮮語版）（2016年） - 俳優
- イ・インウォン（2016年）- ロッテグループ副会長 ※横領・背任の疑惑。韓国における同グループをめぐる一連の疑惑のキーマンとみられていた。
- ハ・イルソン（朝鮮語版）（2016年）- 野球解説者、元韓国野球委員会事務総長
- チョ・グムサン（朝鮮語版）（2017年）- コメディアン
- 馬光洙（2017年）- 小説家
- イ・ウィス（朝鮮語版）（2017年）- モデル
- ジョンヒョン（2017年） - アイドル、SHINeeメンバー
- チョ・ミンギ（2018年） - 俳優 ※韓国版＃MeToo運動による複数のセクハラ疑惑の最中。
- 魯会燦（2018年） - 政治家
- チョン・テス（2018年） - 俳優、ハ・ジウォンの弟
- チョン・ミソン（2019年） - 女優
- 鄭斗彦（2019年）- 政治家
- ソルリ（2019年）- アイドル、f(x)元メンバー、女優
- ク・ハラ（2019年）- 元アイドル、KARA元メンバー
- チャ・インハ（2019年）- 俳優

### 2020年代
- チェ・スクヒョン（2020年）- トライアスロン韓国代表
- 朴元淳（2020年）- ソウル特別市長 ※元秘書に対するセクハラ疑惑の最中。
- コ・ユミン（2020年）- 女子プロバレーボール選手
- オ・インヘ（2020年）- 女優
- パク・チソン（2020年）- コメディアン
- キム・ナムチュン（2020年）- サッカー選手[28]。
- ソン・ユジョン（2021年）- 女優[29]
- IRON（2021年）- ラッパー ※未成年者に対する暴行容疑の最中。
- ピョン・ヒス（2021年）- 韓国初の兵役中の性別適合手術実施者
- ジェイ・ユン （2021年）- 歌手、MC The Maxメンバー
- キム・ムンギ（2021年12月21日 死亡発見）- 城南都市開発公社 開発第1処長[30][31][32]
- キム・ジョンジュ（2022年）- ネクソン創業者
- キム・インヒョク（2022年）- 男子プロバレーボール選手
- ユ・ジュウン（2022年） - 女優
- ムンビン（2023年） - 男性アイドルグループASTROメンバー[33]
- ヘス（2023年） - トロット歌手[34]
- イムブリー（2023年）- YouTuber[35][36]
- チェ・ソンボン（2023年）- 歌手[37][38][39]
- オクタリヒョン（2023年）- 俳優、YouTuber[40]
- ピョ・イェリム（2023年）- YouTuber[41][42][43]
- キム・ヨンホ（2023年）- 元記者、YouTuber[44][45]
- イ・ソンギュン（2023年）- 俳優 ※薬物使用疑惑で捜査の最中[46]
- オ・ヨアンナ（2024年）- 気象キャスター[47]
- ソン・ジェリム（2024年）- 俳優[48]
- キム・セロン（2025年）- 俳優[49]
- 張済元（2025年） - 元国会議員 ※元秘書に対する性的暴行疑惑で捜査の最中[50]

## 自殺の名所
- 麻浦大橋 - IMF通貨危機以後、この橋からの飛び降り自殺が急増[要出典]